# Gasolin' 2
Gasolin' 2 er rockgruppen Gasolin's andet album, som udkom i 15. november 1972. Det blev solgt i 25.000 eksemplarer.

## Spor
1. "På en sommerdag" (Jønsson, Larsen, Beckerlee/Jønsson, Larsen, Beckerlee, Mogens Mogensen)
2. "Se din by fra tårnets top" (Jønsson, Larsen, Beckerlee/Larsen, Mogens Mogensen)
3. "Fi-fi dong" (Larsen)
4. "Snehvide" (Beckerlee, Larsen, Jønsson/Beckerlee)
5. "Nanna" (Larsen/Quist)
6. "Druktur nr. 1234" (Beckerlee, Larsen, Jønsson)
7. "På banen (Derudaf)" (Larsen, Jønsson/Beckerlee, Larsen, Mogensen)
8. "Balladen om Provoknud" (Beckerlee, Jønsson/Beckerlee, Mogens Mogensen, Jønsson)
9. "Hvorfor er der aldrig nogen der tør tage en chance" (Larsen/Beckerlee, Larsen)
10. "Min tøs" (Gasolin', Leadbelly/Beckerlee, Larsen)